# Cent-suisses

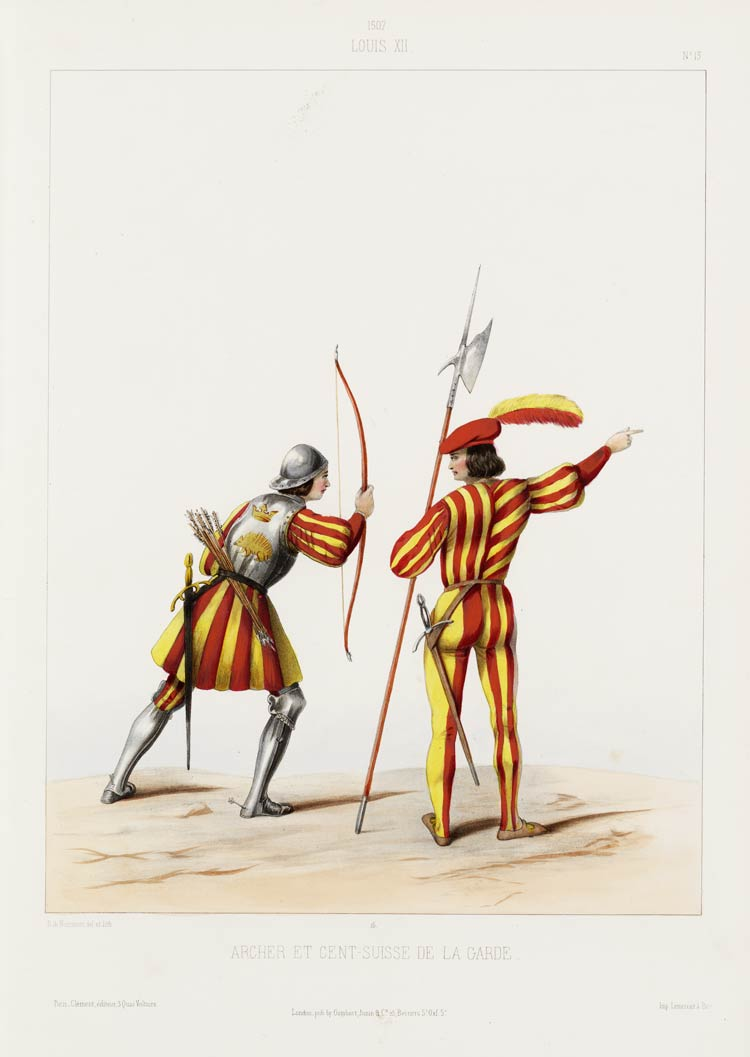
Hundertschweizer unter Ludwig XII., ca. 1507

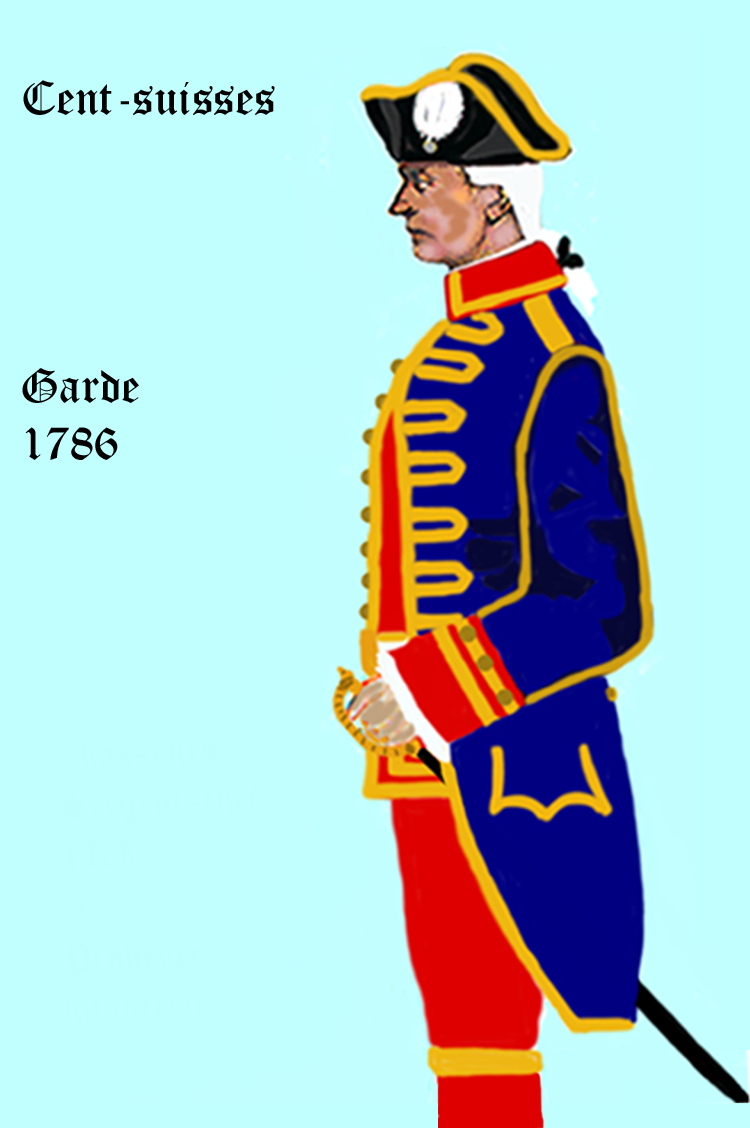
Garde der Cent-suisses – Hofdienstuniform 1786

Die Hundertschweizer (französisch Cent-suisses) war eine aus Schweizer Söldnern gebildete Einheit, die von 1497 bis 1792 bestand und zur Garde (Maison militaire du roi) des Königs von Frankreich gehörte.
1497 schuf Karl VIII. diese Einheit, die jedoch eher eine reine Hofgarde als eine militärische Truppe war. Nach ihrem Vorbild entstanden ähnliche Einheiten 1506 im Kirchenstaat (Schweizergarde), 1579 bis 1798 im Herzogtum Savoyen, 1581 im Herzogtum Lothringen (gelangte dann 1738 ins Großherzogtum Toskana und 1745 nach Österreich), 1648 (mit Unterbrechungen bis 1814) in Sachsen und 1696 bis 1713 in Brandenburg-Preußen.
Die Kompanie der Hundertschweizer war am Hof für die Wache im Inneren der königlichen Paläste zuständig und wurde deshalb auch als Innere Garde bezeichnet, im Gegensatz zum Schweizergarderegiment, das für den äußeren Dienst zuständig war.
Der Konzertsaal im Tuilerienpalast, in dem von 1725 bis 1791 die Concerts spirituels stattfanden, trug die Bezeichnung Salle des Cent-Suisses.